# اولمود
اولمود (به مجاری: Ólmod) یک شهرداری در مجارستان است که در ناحیهٔ کوسگ واقع شده‌است. اولمود ۳٫۶۶ کیلومتر مربع مساحت و ۸۹ نفر جمعیت دارد.